# Unión de Curtidores

Vereinswappen

Union de Curtidores (UC) (zu deutsch: Gerberverband) ist ein mexikanischer Fußballverein aus León im Bundesstaat Guanajuato. Der 1928 gegründete Arbeiterverein ist der älteste Verein der Stadt, der bisher in der höchsten Spielklasse Mexikos vertreten war. Denn seine beiden Stadtrivalen, der Club León und San Sebastián, wurden beide erst 1944 ins Leben gerufen.
Während der Club San Sebastián jedoch nur eine relativ kurze Blütezeit erlebte und stets von eher untergeordneter Bedeutung blieb, bestand zwischen UC und dem Club León stets eine erbitterte Rivalität. Das vielleicht emotionalste Derby Mexikos hatte einen äußerst ungewöhnlichen Ursprung:
Wegen des guten Rufes, den sich UC auf regionaler Ebene erworben hatte, bewarb die Stadt León sich um Aufnahme einer Mannschaft für die zweite Saison der Profiliga. Diese Mannschaft sollte aus Auswahlspielern von ganz Guanajuato und schwerpunktmäßig aus Spielern von UC bestehen und unter dem Namen Union-León der Profiliga beitreten. Nachdem diese Mannschaft in einem Saisonvorbereitungsspiel gegen den Erstligisten CF Atlas jedoch eine herbe 1:5-Klatsche bezogen hatte, wichen die Fußballfunktionäre in León von ihrem ursprünglichen Vorhaben ab. Umgehend wurden professionelle Bedingungen geschaffen und mehrere argentinische Spieler verpflichtet. Auf diese Weise entstand der Club León, der den Spielbetrieb in der Primera División 1944/45 aufnahm.
Als UC dann 1974 selbst der Aufstieg in die höchste Spielklasse gelang, gab es über mehrere Jahre hinweg (1974/75 bis 1980/81 sowie 1983/84) knisternde Stadtderbys, die schon beinahe an einen Bürgerkrieg erinnerten – sowohl auf den Rängen als auch auf dem Rasen.
Zum bisher letzten Mal klopfte UC 1999 ans Tor zur ersten Liga. Doch obwohl die Mannschaft die Zweitligameisterschaft gewann, blieb den treuen UC-Fans die Freude bald wahrhaftig im Halse stecken. Grund dafür war, dass der soeben erst auf sportlichem Wege aufgestiegene Verein an den Puebla FC verscherbelt wurde. Bei diesem Deal war UC wieder einmal „von höheren Mächten“ gegenüber dem Club León benachteiligt worden. Denn der ursprüngliche Deal sah den Verkauf von León an Puebla vor. Als dessen Fans massive Proteste folgen ließen, wurde stattdessen die UC-Lizenz geopfert. Einige Spieler von León wurden nach Puebla transferiert, während der Club León gleichzeitig das komplette UC-Team übertragen bekam. Bald darauf stürzte UC in die drittklassige Segunda División ab. Seine Heimspielstätte befindet sich neuerdings in dem von Industrialisierung geprägten Vorort Purisima del Rincón westlich von León.